# Empanda ornata
Empanda ornata är en spindelart som först beskrevs av Peckham, Peckham 1885.  Empanda ornata ingår som enda art i släktet Empanda och familjen hoppspindlar. Inga underarter finns listade i Catalogue of Life.